# Холодов, Павел Самойлович
Павел Самойлович Холодов (1904, село Дмитровка, Черниговская губерния, Российская империя — неизвестно, Алма-Ата, Казахская ССР) — директор Меркенского свёклосовхоза Министерства пищевой промышленности СССР, Меркенский район, Джамбулская область, Казахская ССР. Герой Социалистического Труда (1948).

## Биография
Родился в 1904 году в семье служащего сахарного завода в селе Дмитровка Черниговской области. С 1924 году трудился в свёкловодческих совхозах и предприятиях сахарной промышленности Украинской ССР. В 1930-х годах переехал в Казахскую ССР.
С 1937 года — главный бухгалтер, с 1940 года — секретарь парткома Джамбулского сахарного завода. С 1941 года — председатель областного планового отдела Джамбулского облисполкома.
В 1944 году назначен директором свёкловодческого совхоза «Меркенский» (в последующем — Меркенский сахарный комбинат) Меркенского района. В 1947 году совхоз сдал государству в среднем с каждого гектара по 838 центнеров сахарной свёклы с площади 52,5 гектара. Указом Президиума Верховного Совета СССР от 8 мая 1948 года удостоен звания Героя Социалистического Труда за «получение высокого урожая сахарной свёклы в 1947 году» с вручением ордена Ленина и золотой медали «Серп и Молот» (№ 2209).
Этим же указом званием Героя Социалистического Труда были награждены старший агроном совхоза Марк Кириллович Шандренко, управляющие совхозными отделениями Аманжол Тургумбаевич Тургумбаев, Пётр Григорьевич Шах, старший механик Василий Кириллович Негода, 11 передовых свёкловодов совхоза бригадиры Зара Абдулвагабовна Гаджиева, Пётр Иванович Зотов, Антонина Самуиловна Нобель, Ихлас Кардашевич Токаев, звеньевые Тажудин Ильясович Аджиев, Гаджимагомед Казиевич Камбулатов, Шухаин Исмаилович Келеметов, Нузула Хачьяевна Курджиева, Анастасия Филипповна Николаева, Хапиз Исаевич Чупанов и Гульминиса Халиулевна Шеримбаева.
Избирался депутатом Джамбулского областного и Меркенского районного Советов депутатов трудящихся, членом Джамбулского обкома Компартии Казахстана.
Вывел Меркенский сахарный комбинат в число передовых предприятий сахарной промышленности Джамбулской области. Под его руководством среднесуточный выпуск продукции по сравнению с 1940 годом вырос на 162 %. Руководил предприятием до выхода на пенсию до 1954 года.
Проживал в Алма-Ате. Дата смерти не установлена.
Награды
- Герой Социалистического Труда
- Орден Ленина
- Орден Трудового Красного Знамени (11.01.1957).